# Uncle Howard
Pour plus de détails, voir Fiche technique et Distribution.
Uncle Howard est un film documentaire américain écrit et réalisé par Aaron Brookner et sorti en 2016. Le film traite de son oncle, le cinéaste Howard Brookner.

## Fiche technique
- Dates de sortie :
  - États-Unis : 26 janvier 2016 (Festival du film de Sundance)

## Distribution
- Madonna : elle-même
- Jim Jarmusch : lui-même
- Andy Warhol : lui-même (images d'archive)
- William S. Burroughs : lui-même (images d'archive)
- Sara Driver : elle-même
- Allen Ginsberg : lui-même (images d'archive)
- Howard Brookner : lui-même (images d'archive)
- John Giorno : lui-même
- James Grauerholz (en) : lui-même
- Patti Smith : elle-même